# Powstanie w Walcach
Powstanie w Walcach, zwane również buntem w Walcach – wystąpienie niemieckiej i śląskiej ludności zamieszkującej wieś Walce, wówczas w powiecie prudnickim na Górnym Śląsku przeciwko polskim władzom, do którego doszło w lipcu 1945.

## Tło sytuacyjne
Armia Czerwona wkroczyła do Walców w drodze na Prudnik podczas operacji górnośląskiej w marcu 1945. Miejscowa ludność padła ofiarą przemocy i grabieży ze strony radzieckich żołnierzy. 11 maja 1945 polska administracja przejęła władzę cywilną w powiecie prudnickim. Polska administracja zapewniała mieszkańcom ochronę, jednak zaczęła konfiskować mienie i prześladować miejscową ludność autochtoniczną. 9 lipca 1945 doszło do buntu przeciwko Milicji Obywatelskiej i polskiej władzy w pobliskiej wsi Kórnica, zwanego powstaniem kórnickim. Wystąpienie zostało stłumione przez siły milicyjne i wojskowe z Prudnika.

## Przebieg powstania
Wydarzenia w Kórnicy stały się inspiracją dla niezadowolonych z opresyjnej polskiej władzy państwowej mieszkańców Walców. Swój bunt rozpoczęli 11 lipca 1945, dwa dni po powstaniu kórnickim. Tłum złożony z dzieci, kobiet i mężczyzn uzbrojony w kije i motyki ruszył rankiem pod dom, w którym mieszkał kierownik miejscowej polskiej szkoły Bogusław Wesoły wraz z dwiema nauczycielkami: Martą Matlik i S. Pilich. Mieszkańcy wznosili okrzyki „antypaństwowe, antypolskie i skierowane przeciwko polskim władzom szkolnym”. Obrzucili budynek kamieniami, wybijając kilka szyb. Jeden z uczestników ściągnął bosakiem polską flagę z budynku, po czym ją podeptał.
Mieszkańcy wyłamali drzwi do domu i wdarli się do środka. Według raportu Milicji Obywatelskiej z Prudnika, przebywających wewnątrz budynku nauczycieli uratował rosyjski żołnierz Fiodor Filipowicz oraz furman Marek Władysław.
13 lipca do Walców wkroczył uzbrojony oddział milicji z Prudnika, dowodzony przez podporucznika Kazimierza Wronę. Zbuntowani mieszkańcy wsi kilka razy ostrzelali polskich milicjantów. Alwis Grasow oddał ostrzał z broni automatycznej. Podporucznik Wrona zezwolił milicjantom używać broni.
W trakcie ucieczki, milicjanci zastrzelili jedną osobę. Nie udało się ustalić jej tożsamości, gdyż nie miała żadnych dokumentów. Zastrzelili również strzelającego z broni automatycznej Alwisa Grasow, zidentyfikowanego jako SS-man z Westfalii.

## Konsekwencje
Komenda milicji w Prudniku za osobę odpowiedzialną za bunt uznała miejscowego niemieckiego nauczyciela nazwiskiem Kubica. Zgodnie z prośbą polskiego nauczycielstwa, prudnicki komendant powiatowy MO ustanowił stały komisariat w Walcach.
Do wystąpienia przeciwko polskiemu nauczycielstwu doszło także w pobliskiej wsi Kierpień, gdzie kobiety pobiły polskiego nauczyciela za znęcanie się nad ich dziećmi, ponieważ mówiły wyłącznie po niemiecku lub śląsku.